# LG G6
LG G6 là điện thoại thông minh Android cao cấp do LG Electronics phát triển, công bố trong Triển lãm di động toàn cầu ngày 26 tháng 2 năm 2017. LG G6 là thế hệ thiết bị kế nhiệm của LG G5 (năm 2016).
G6 được phân biệt bởi tỉ lệ hiển thị của nó, vốn dài hơn, tỉ lệ 2:1 thay vì 16:9 như đa số các điện thoại thông minh khác. LG G6 nặng 163g và dày 7.9mm. Thiết bị xuất xưởng với phiên bản Android 7.0, được hỗ trợ update lên Android 9.0 giao diện tùy biến người dùng LG UX 8 UI. Sở hữu màn hình kích thước 5.7 inch, độ phân giải 2K 1440x2880 pixels, camera kép có độ phân giải 13MPx13MP. Cấu hình của máy sử dụng con chip Qualcomm Snapdragon 821 đi kèm với 4GB RAM và viên pin 3300 mAh.
Là một thiết bị cao cấp nhất của LG, G6 được trang bị khả năng kháng nước kháng bụi IP68 và thiết kế hai mặt kính cường lực Gorilla Glass 3, viền nhôm. Máy có 3 tùy chọn bộ nhớ 32GB, 64 và 128GB với các màu sắc Astro Black, Ice Platinum, Terra Gold, Marine Blue, Mystic White, Raspberry Rose, Moroccan Blue, Lavender Violet.

## LG G8 ThinQ và khai tử
Thiết bị dòng G mới nhất của LG hiện nay là LG G8 ThinQ ra mắt năm 2019. Đến năm 2020, LG úp mở về việc sẽ khai tử dòng điện thoại cao cấp này sau những báo cáo doanh số tệ hại và thua lỗ, dự kiến LG sẽ ra mắt dòng điện thoại mới thay thế, mang tên gọi LG Velvet 5G, sau nỗ lực tái cơ cấu mảng smartphone.